# 電子公園
株式会社電子公園（でんしこうえん）は、東京都目黒区に本社を置き、映像制作やDVD販売などのほかアニメ・キャラクターグッズの販売や犬猫の洋服などの販売サイト運営、携帯電話向けコンテンツの制作などを手がけている日本の企業である。
映画『カメラを止めるな!』の製作会社である株式会社ENBUゼミナールの親会社。

## 概要
2000年にUSENが光インターネット事業・ゲート01（現USEN BROAD-GATE 02）をスタートさせたことで、電子公園はその中のバラエティコンテンツを制作するために設立された。
2001年にはUSENと楽天との合弁会社（現在は楽天の完全子会社）である株式会社ショウタイムへの映像作品の提供も始めた。また2005年に発足した完全無料パソコンテレビGyaOのバラエティ部門の映像制作等を、2006年には「復活！サタデーナイトファイバー」や「ダベり場」、GyaOジョッキー（2009年8月終了）の制作がまかされこれらの総合プロデューサーとして神戸敏行が起用された。2008年8月に株式が売却 され、USEN資本から離脱したが関係性はあまり変わっていない。2009年11月より株式会社オンエアが運営していたGyaO@アイドルオンエアのサイト運営事業者となった。その後、GyaO提供コンテンツは2010年7〜8月をもってコンテンツ提供を終了、前述サイトは2011年1月末をもってサービス提供を休止するなど現在一切のコンテンツ制作から事実上撤退している形になっている。

## 主な映像作品

### GyaO・ショウタイム関連
2010年6月配信分をもって全制作を終了しているがアーカイブとしては残っているものが一部あり。
- 面接王・面接王DX
- はなわレコード“中野腐女子シスターズ”
- ダベり場・ダベれ場
- カンニングの恋愛中毒
- はなわのアゲたい盛り!
- GyaOジョッキー全番組（著作権はUSENが保有）

その他多数。

### サイト運営
- HOT・ホット・ほっと
- GyaO@アイドルオンエア
- ShowTime（一部）

### DVD
電子公園名義と株式会社ショウタイム名義の両方がある。
- カンニングの恋愛中毒
- 鳥居みゆき ハッピーマンデー
- 原口あきまさの波乱万場〜Life of Comedians〜・原口あきまさの波乱万場2〜Life of Comedians〜

ほか多数制作

## 主な取引先
- 株式会社USEN
- 株式会社ディスカバリー・エンターテインメント
- 西口エンタテインメント株式会社
- 株式会社ショウタイム
- 株式会社アクセルエンタテインメント
- 株式会社ソライズ・エージェンシー
- 株式会社K21
- 株式会社グローバルシティ
- メセナ株式会社
- 有限会社グリーンアンドウォーター
- ソフトフォーカス
- 有限会社リーフビジョン